# Melass

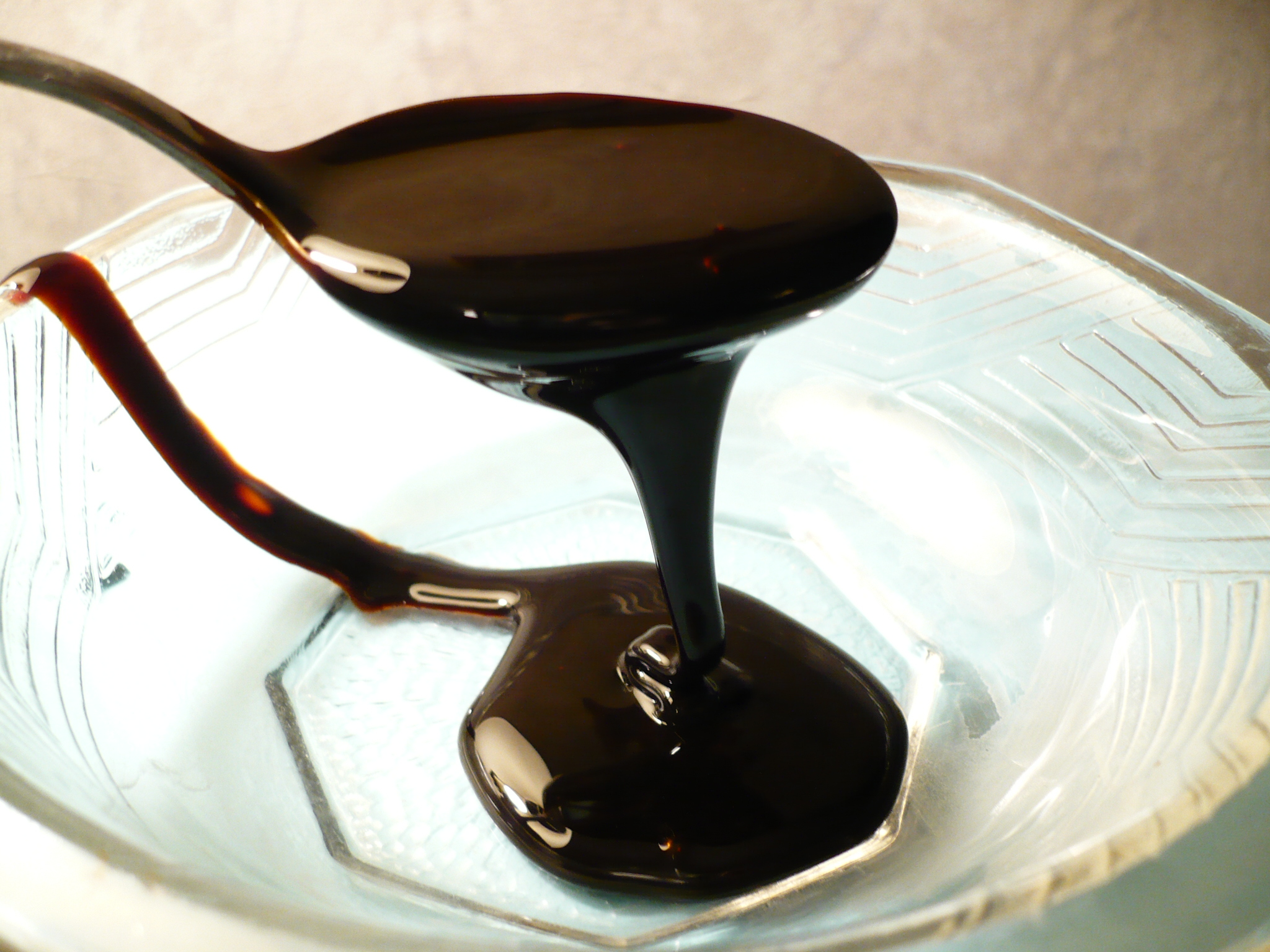
Melass.

Melass är en tjock sirapsartad substans som utvinns från saften av sockerrör eller sockerbetor som en biprodukt med 40-60 % sockerinnehåll vid tillverkningen av socker.
Melass från sockerbetor innehåller även sockerarten raffinos.

## Användningsområden
- Används ofta vid utfodring av nötboskap, vanligen som del i djurfoder exempelvis betfor.
- Vid framställning av rom, whisky samt annan alkoholtillverkning.
- Vid tillverkning av jäst.
- Används som smak- och färgsättare i sirap.
- I många länder till matlagning.
- I melasstobak vid rökning av vattenpipa.

Vid användning som kreatursfoder gör dess innehåll av kalcium och socker melassen lösande. I foderstater med låg foderkvalitet har den en gynnsam verkan på våmfunktionerna.